# Humedal de Bolue
El humedal de Bolue o Bolúe ( "el molino" en euskera vizcaíno ) es un accidente hidrográfico de Guecho, Vizcaya, España, en la zona en la que el arroyo Bolue desemboca en el río Gobelas.

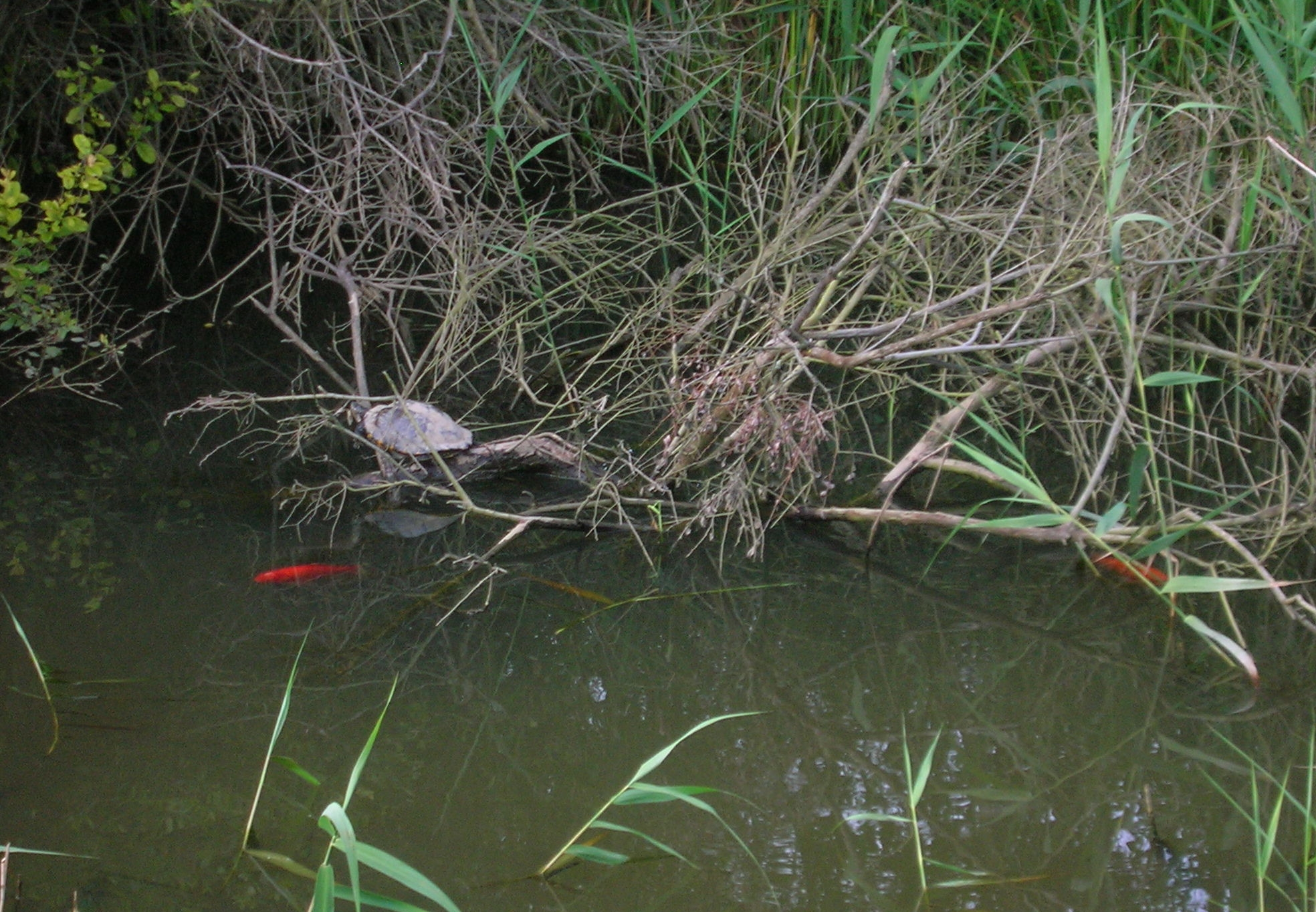
Galápago y pez en el humedal.

Rodeado por sauces y alisos, en su zona central crecen carrizos y espadañas. Es visitado por aves migratorias. En él residen aves como patos, fochas, mosquiteros, pájaro moscón y avetorillos. Estas aves autóctonas se han visto en ocasiones atacadas por visones. Además, ha sido repoblado con galápagos leprosos.